# Dairon Mosquera
Dairon Mosquera Chaverra (ur. 23 czerwca 1992 w Bojayá) – kolumbijski piłkarz występujący na pozycji lewego obrońcy, od 2025 roku zawodnik Uniónu Magdalena.